# مايك إينزي
مايكل برادلي إينزي (بالإنجليزية: Michael Bradley Enzi)‏ هو سياسي أمريكي من الحزب الجمهوري ولد في يوم 1 فبراير 1944 في بلدة بريميرتون في ولاية واشنطن. درس الحساب في جامعة جورج واشنطن ودرس أيضاً التسويق في جامعة دنفر. شغل منصب عضو في مجلس الشيوخ الأمريكي منذ سنة 1997 كممثل عن ولاية وايومنغ.